# Kanton Évry-Nord
Der Kanton Évry-Nord war von 1985 bis 2015 ein französischer Wahlkreis im Arrondissement Évry, im Département Essonne und in der Region Île-de-France; sein Hauptort war Évry. Vertreter im Generalrat des Départements war zuletzt von 2001 bis 2015 Michel Berson (PS)

## Gemeinden
Der Kanton bestand aus einem Teil der Stadt Évry (angegeben ist die Gesamteinwohnerzahl; im Kanton lebten etwa 26.400 Einwohner der Stadt) und einer weiteren Gemeinde:
| Gemeinde      | Einwohner Jahr | Fläche km² | Bevölkerungsdichte | Code INSEE | Postleitzahl |
| ------------- | -------------- | ---------- | ------------------ | ---------- | ------------ |
| Courcouronnes | 13.466 (2013)  | 4,37       | 3081 Einw./km²     | 91182      | 91080        |
| Évry          | 53.237 (2013)  | –          | – Einw./km²        | 91228      | 91000        |